# Бристоль (Вірджинія)
Бристоль (англ. Bristol) — незалежне місто в США,  в штаті Вірджинія. Населення — 17 219 осіб (2020).

## Географія
Бристоль розташований за координатами 36°37′1″ пн. ш. 82°9′27″ зх. д. / 36.61694° пн. ш. 82.15750° зх. д. ( 36.616954, -82.157564).  За даними Бюро перепису населення США в 2010 році місто мало площу 34,07 км², з яких 33,70 км² — суходіл та 0,36 км² — водойми.

## Демографія
Згідно з переписом 2010 року, у місті мешкало 17 835 осіб у 7879 домогосподарствах у складі 4760 родин. Густота населення становила 524 особи/км².  Було 8831 помешкання (259/км²). 
Расовий склад населення:
| - 90,9 % — білих - 5,7 % — чорних або афроамериканців - 0,7 % — азіатів - 0,3 % — корінних американців |

До двох чи більше рас належало 1,9 %. Іспаномовні складали 1,2 % від усіх жителів.
За віковим діапазоном населення розподілялося таким чином: 20,8 % — особи молодші 18 років, 60,2 % — особи у віці 18—64 років, 19,0 % — особи у віці 65 років та старші. Медіана віку мешканця становила 41,3 року. На 100 осіб жіночої статі у місті припадало 88,8 чоловіків;  на 100 жінок у віці від 18 років та старших — 83,6 чоловіків також старших 18 років.
Середній дохід на одне домашнє господарство  становив 46 359 доларів США (медіана — 35 368), а середній дохід на одну сім'ю — 55 972 долари (медіана — 45 363). Медіана доходів становила 37 989 доларів для чоловіків та 32 746 доларів для жінок. За межею бідності перебувало 20,4 % осіб, у тому числі 32,1 % дітей у віці до 18 років та 9,9 % осіб у віці 65 років та старших.
Цивільне працевлаштоване населення становило 7306 осіб. Основні галузі зайнятості: освіта, охорона здоров'я та соціальна допомога — 23,9 %, роздрібна торгівля — 13,6 %, мистецтво, розваги та відпочинок — 12,9 %.